# 욕 (영화)
"욕"(Shame)은 한국에서 제작된 김문옥 감독의 1988년 영화이다. 박순애 등이 주연으로 출연하였고 정도환 등이 제작에 참여하였다.

## 출연

### 주연
- 박순애
- 윤철형
- 이영욱

### 조연
- 장혁
- 김애경
- 홍성영
- 한명구
- 김지원
- 남포동
- 박용팔
- 김백수
- 김덕영
- 강성환
- 맹찬재
- 서평석
- 이선희

## 기타
- 원작자: 이상락
- 제작부장: 조사준
- 촬영부: 정범수
- 촬영부: 이동국
- 촬영부: 서근희
- 조명: 박순덕
- 조명부: 배상룡
- 조명부: 이태신
- 조명부: 김수연
- 스틸: 정기성
- 조감독: 김기영
- 조감독: 이정우
- 녹음: 청맥 녹음실
- 네가편집: 김영균
- 네가편집: 윤윤혁
- 음악부문: 서울음반
- 프로페레티: 조경호
- 음악부문: 강인엽
- 음악부문: 박순애
- 음악부문: 이승복
- 음악부문: 김혜연
- 음악부문: 나희
- 음악부문: 손정은
- 음악부문: 이상빈
- 음악부문: 윤형규
- 디자인: 김태환
- 현상: 세방현상소